# Picardia orchatias
Picardia orchatias là một loài bướm đêm thuộc họ Pterophoridae. Nó được biết đến ở Madagascar và Nam Phi.